# Paul Gailly
Pour les articles homonymes, voir Gailly.
Paul Gailly est un joueur de water-polo belge né le 2 août 1894 et mort le 5 février 1969.

## Biographie
Paul Gailly remporte avec l'équipe de Belgique de water-polo masculin la médaille d'argent aux Jeux olympiques d'été de 1920 à Anvers et aux Jeux olympiques d'été de 1924 à Paris.